# Danelija Tuleszowa
Danelija Tuleszowa (ros. Данэлия Тулешова; ur. 18 lipca 2006 w Astanie) – kazachska piosenkarka.
Reprezentantka Kazachstanu w 16. Konkursie Piosenki Eurowizji Junior (2018).

## Wczesne życie
Jest córką Eleny i Aleksandra Tuleszów. Ma dwoje młodszego rodzeństwa.
W wieku czterech lat doznała kontuzji, po wyleczeniu kontuzji w wieku sześciu lat zaczęła ćwiczyć taniec towarzyski. Brała również lekcje tańca współczesnego w Ałmaty i jednocześnie uczęszczała na lekcje aktorstwa i śpiewu. Choć urodziła się w Astanie, jej rodzinnym miastem są Ałmaty.

## Kariera muzyczna

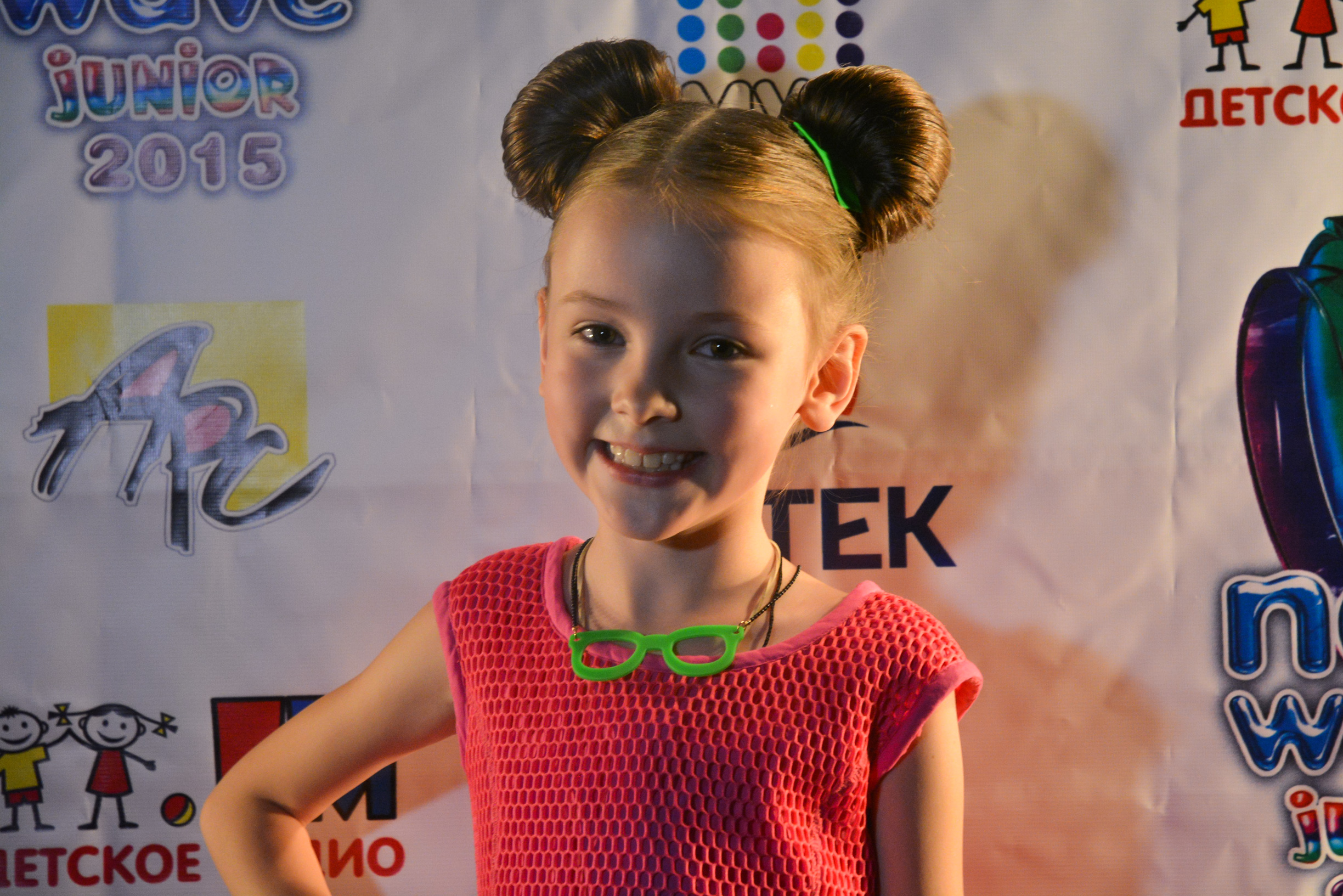
Tuleszowa podczas Dziecięcej Nowej Fali, 2015

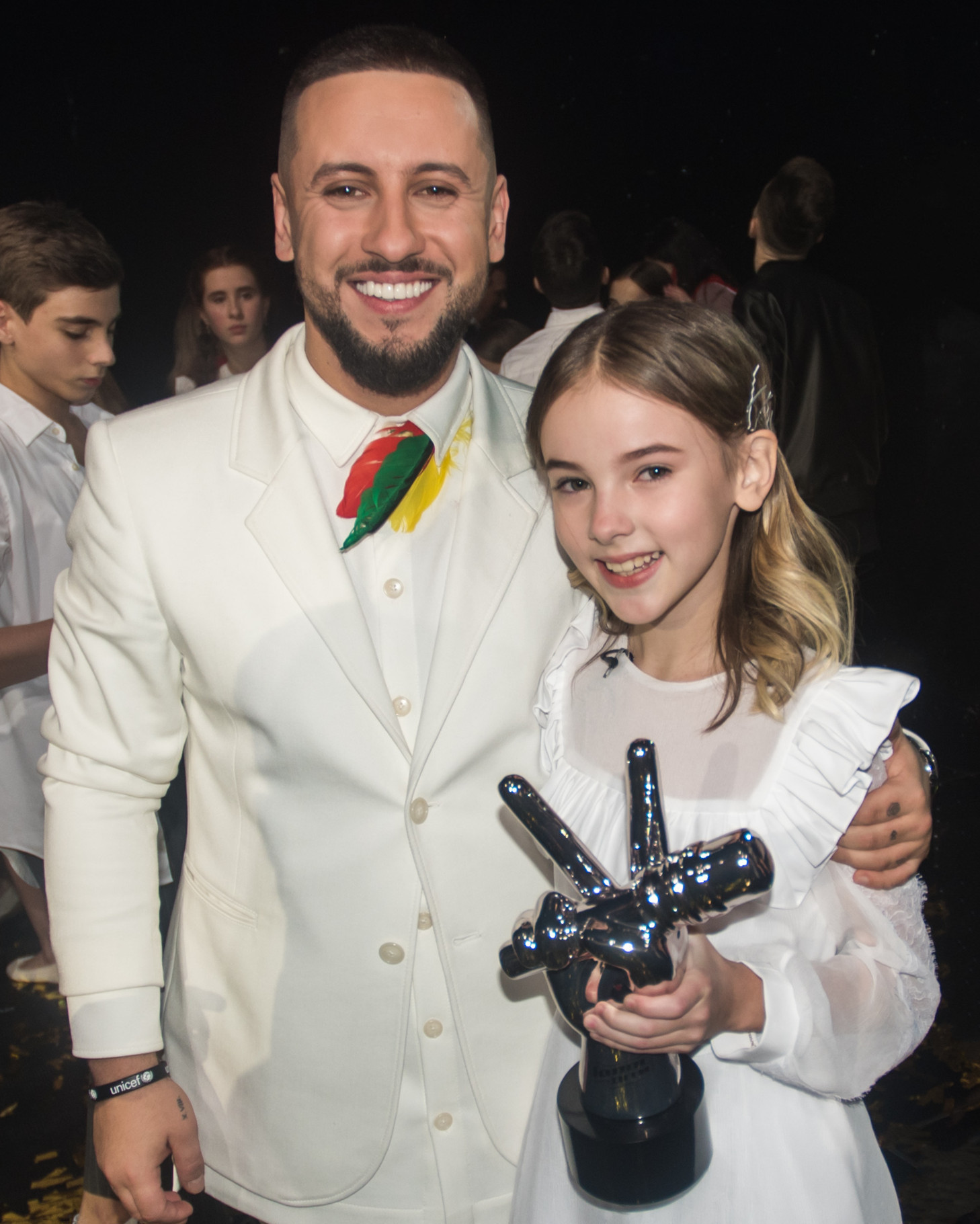
Tuleszowa i Monatik podczas finału ukraińskiego The Voice Kids, 2017

W wieku ośmiu lat została zauważona przez organizatorów kazachskiego konkursu śpiewu Ayaglagan Astana, rundy selekcji słynnego Children New Wave, międzynarodowego konkursu dla młodych wykonawców, który co roku odbywa się w Rosji. W 2015 wygrała konkurs i dotarła do finału Children New Wave, na którym zdobyła nagrodę publiczności.
W 2017 wzięła udział w ukraińskiej wersji programu The Voice Kids. Podczas „przesłuchań w ciemno” zaśpiewała piosenkę Demi Lovato „Stone Cold” i przeszła do kolejnego etapu, dołączając do drużyny Monatika. 17 grudnia 2017 została zwyciężczynią programu. W finale zaśpiewała piosenkę Okeana Elzy „Ne twoja wijna”.
W 2018 została laureatką nagrody BraVo w kategorii „spojrzenie w przyszłość”. Nagrodę odebrała z rąk francuskiej piosenkarki Zaz, wraz z którą wykonała jej piosenkę „Je veux”. 22 września 2018 z piosenką „Özynge sen” (kaz. Өзіңе сен) wystąpiła w finale kazachskich eliminacji do 16. Konkursu Piosenki Eurowizji Junior. Zdobyła 22 punkty (12 od widzów i 10 od jury), zostając tym samym pierwszą w historii reprezentantką Kazachstanu w konkursie. 25 listopada zajęła 6. miejsce w finale konkursu, otrzymując łącznie 171 punktów, w tym 103 punkty od widzów (3. miejsce) i 68 punktów od jury (8. miejsce).
26 września 2019 została pierwszym dzieckiem, które zostało laureatem Międzynarodowej Nagrody Euroazjatyckiej w kategorii „śpiew”. Również w 2019 wzięła udział w przesłuchaniach do amerykańskiego programu talentów The World’s Best, wykonując piosenkę Andry Day „Rise Up”. W tzw. „bitwach” pokonała japońskiego uczestnika Manama Ito, tym samym zakwalifikowała się do tzw. rundy mistrzowskiej, w której po wykonaniu piosenki P!nk „What About Us” została wyeliminowana.

## Dyskografia

### Single
| Rok  | Tytuł                                   | Album                                     |
| ---- | --------------------------------------- | ----------------------------------------- |
| 2016 | „Kosmos (Космос)”                       | –                                         |
| 2016 | „Outros”                                | Другие                                    |
| 2018 | „Öziñe Sen”                             | Junior Eurovision Song Contest Minsk 2018 |
| 2019 | „Mama”                                  | –                                         |
| 2019 | „Каникулы Off-line” (feat. AlvinToday ) | Offline Holidays                          |
| 2019 | „Don't cha”                             | –                                         |
| 2020 | „ХЗЧЗДЗ"                                | Da Nel                                    |
| 2020 | „Glossy"                                | –                                         |
| 2020 | „Мой день"                              | Da Nel                                    |
| 2020 | „OMG"                                   | Da Nel                                    |
| 2020 | „FIRE"                                  | Da Nel                                    |

### Teledyski
| Rok  | Tytuł               | Reżyseria          | Źródło |
| ---- | ------------------- | ------------------ | ------ |
| 2016 | „Kosmos (Космос)”   | llya Oleynikov     | [ 23 ] |
| 2016 | „Outros”            | Polynow            | [ 24 ] |
| 2018 | „Öziñe Sen”         | –                  | [ 25 ] |
| 2019 | „Mama”              | Czerkasow Artiom   | [ 26 ] |
| 2019 | „Каникулы Off-line” | Bekentai Azhibekov | [ 27 ] |
| 2019 | „Don't cha”         | Marat Svoik        | [ 28 ] |

## Nagrody i nominacje
| Rok  | Konkurs                                    | Kategoria                                      | Rezultat   | Źródło |
| ---- | ------------------------------------------ | ---------------------------------------------- | ---------- | ------ |
| 2015 | Dziecięca Nowa Fala                        | Nagroda Publiczności                           | Wygrana    | [ 1 ]  |
| 2017 | The Voice Kids                             | 4 edycja                                       | Wygrana    |        |
| 2018 | Konkurs Piosenki Eurowizji dla Dzieci 2018 | Udział w finale konkursu z utworem „Öziñe Sen” | 6. miejsce | [ 29 ] |
| 2018 | BraVo                                      | Spojrzenie w przyszłość                        | Wygrana    | [ 30 ] |
| 2019 | Międzynarodowa Nagroda Euroazjatycka       | Śpiew                                          | Wygrana    | [ 31 ] |
| 2019 | The World's Best                           | Piosenkarz                                     | Top 8      | [ 17 ] |